# Гулаш
Гулаш (мађ. gulyás) је врста јела, пореклом из Мађарске, које се најчешће спрема од говеђег меса, црног лука и млевене слатке паприке. Уз паприку, која је основни зачин, за припрему гулаша се могу користити и други зачини попут кима, мајорана, ловоровог листа, црног бибера...
Готов гулаш се служи уз кувану тестенину, барени кромпир или кромпир-пире.

## Етимологија
Реч гулаш потиче од мађарске речи gulyás (изговора се гујаш) што значи „сточар”, док се само јело некада звало gulyáshús, односно, „сточно месо”. Данас се реч gulyás односи на оба појма.

## Припрема
Гулаш се припрема на свињској масти у којој се прво продинста црни лук. Када лук омекша, тигањ се склања са ватре и додаје се слатка паприка. Након што паприка пусти боју и пријатну арому, тигањ се враћа на ринглу, додаје се говедина исецкана на коцке и пржи док месо не добије боју са свих страна. Долива се говеђа супа и кува на лаганој ватри док месо не омекша, а вода не испари, тако да се формира густи сафт. Ни у ком случају не користити брашно за згушњавање гулаша.
Начин на који се третира зачинска паприка од есенцијалног је значаја за припрему овог јела, јер је управо то оно што чини разлику између доброг и савршеног гулаша. Пржење паприке у масти, након динстања лука, најефикаснији је начин ослобађања етеричних уља из паприке. Цео поступак траје кратко, али га треба урадити с опрезом, јер због високе концентрације шећера паприка лако загори што на крају резултује горким укусом.
Према рецепту Спасеније-Пате Марковић из чувеног Народног кувара у говеђи гулаш се поред меса додаје и сланина исечена на коцке, као и чаша доброг црног вина.